# São João do Tigre
São João do Tigre este un oraș în Paraíba (PB), Brazilia.